# Cyclozoa
Cyclozoa é uma classe de animais do período Ediacarano.